# Plagiomnium subelimbatum
Plagiomnium subelimbatum là một loài Rêu trong họ Mniaceae. Loài này được (Dixon) T.J. Kop. mô tả khoa học đầu tiên năm 1979.